# 這不是告別
《這不是告別》（Eleanor & Park），是蘭波·羅威的第一本青少年小說，出版於2013年。該故事採取雙線敘事法寫作。主角伊蓮娜和帕克透過各自的角度講述故事。故事發生在1986年-1987年的內布拉斯加州奧馬哈。伊蓮娜16歲，有著一頭紅色捲髮、身材圓潤；帕克同樣16歲，有著一半的韓國血統。伊蓮娜轉學的第一天，兩人在校車上相遇，透過漫畫書和80年代搖滾歌曲的交流，與周遭格格不入的兩人逐漸習慣彼此陪伴，並譜出一段青澀酸甜的純愛故事。

## 情節
伊蓮娜‧道格拉斯剛升上十年級，她是家裡的長女，有兩個弟弟和兩個妹妹。孩子們和媽媽及繼父里奇一起蝸居在只有兩間臥室的小透天厝，所有孩子都睡在同一間房子內。家裡唯一一間浴室的門被繼父拆掉了，其也不允許別人裝上簾子，他不允許任何人有絲毫的隱私。繼父里奇酗酒成癮，經常毆打伊蓮娜的母親，甚至對她施以精神暴力，所以孩子們都很怕他。伊蓮娜沒有牙刷，總是穿著寬大、不合尺寸的衣服，破了就用色彩鮮艷的布縫補。她喜歡用緞帶綁頭髮，她的搭配總是很奇怪，其他學生因此欺負她。一年前，繼父里奇將伊蓮娜趕出家門，她被媽媽的朋友收留，睡在別人家的沙發上，如今她終於回家了。
帕克‧謝里登從小在奧瑪哈市長大。即使家境不算富裕，父母來自截然不同的背景，他的家庭卻很幸福。帕克的爸爸又高又壯，但帕克卻繼承了韓裔媽媽的嬌小身型，弟弟都長得比他還高。帕克覺得他讓父親失望，因而無心學習父親熱愛的跆拳道，比起運動，他更喜歡音樂和漫畫。雖然他和學校的風雲人物處的來，他的心底卻十分自卑，他瘦小的體型和亞裔血統讓他總感覺自己和周遭格格不入。
伊蓮娜轉學的第一天，就被同學盯上了。在校車上，他們故意換座位讓伊蓮娜沒有位子坐，因此激怒了司機，暴躁的司機向無辜的伊蓮娜大吼，就在伊蓮娜無助得快哭出來時，帕克唐突地把身旁的座位讓給伊蓮娜。伊蓮娜和帕克有幾門課是一起上的，帕克發現伊蓮娜其實是班上最聰明的學生之一。伊蓮娜和帕克發現彼此有許多相似之處，漸漸地熟悉起來。
學校裡的其他人一直霸凌伊蓮娜。女生們在伊蓮娜的置物櫃裡塞滿了衛生棉，有些人甚至還在她的課本上寫不堪入目的字眼。回到家裡，繼父里奇喝醉時總是向伊蓮娜的媽媽大吼大叫。某個夜裡，伊蓮娜聽到家裡傳出槍聲而報警，警察卻相信里奇的謊話草草了事。伊蓮娜努力想隱藏家裡的情況，但她發現對帕克來說，她所渴望的生活必需品如電話、電池或是最基本的安全都是理所當然的，她發現兩人之間的差距如此巨大，感到十分挫折。帕克想送給伊蓮娜一些東西，但伊蓮娜總是拒絕，覺得自己不配擁有這些不屬於自己的東西。另一方面，伊蓮娜的媽媽和弟弟妹妹們卻逐漸原諒里奇，對他敞開心房，在家中被孤立的伊蓮娜與帕克經常偷偷見面，因為繼父里奇不准伊蓮娜交男朋友。帕克向伊蓮娜告白後，伊蓮娜覺得有點不自在。帕克邀請伊蓮娜到家裡玩，但進行得不太順利。
在學校，帕克看到史蒂夫欺負伊蓮娜，挺身而出，用跆拳道飛踢史蒂夫，史蒂夫的牙齒掉了，帕克的鼻子也斷了。帕克的媽媽很生氣，覺得伊蓮娜給帕克帶來不好的影響，決定「永久」禁足帕克。帕克的爸爸則不這麼認為，他知道伊蓮娜的繼父總是虐待她們，了解伊蓮娜的艱難處境。這次事件讓他看到了帕克的正直和勇氣，更以帕克的行為為傲。帕克的媽媽近一步了解伊蓮娜的家庭情況後，經常邀請伊蓮娜來家裡，所以伊蓮娜總是想辦法瞞著家裡出門。伊蓮娜的叔叔邀請她暑假時到明尼蘇達州的家中住，想出資讓她參加優秀青年營隊，但里奇不准伊蓮娜去。
某個晚上，帕克的媽媽鼓勵兩人出門約會。伊蓮娜回到家後卻發現繼父里奇和媽媽正在激烈地爭執。她發現繼父里奇破壞了帕克給她的及她一直以來小心珍藏的東西，她發現里奇塗鴉的字跡與自己課本上不堪入目的騷擾文字重合，才明白里奇是那個一直騷擾她的人。伊蓮娜發了瘋似的不停狂奔，不知不覺跑到了曾經欺負過她的史蒂夫的車庫裡，碰到了史蒂夫和他的女友蒂娜。出乎意料的是，史蒂夫和蒂娜對她沒有想像中壞。後來伊蓮娜來帕克家，兩人一起計畫前往明尼蘇達州的聖保羅市，找伊蓮娜的叔叔幫忙。帕克堅持要親自開車載她去，但從家裡偷溜出的時候被爸爸撞見了，出乎意料的是，爸爸不但沒有罵他，還給了他一些錢，並讓他開家裡的卡車去，帕克將伊蓮娜載到她叔叔家門口。伊蓮娜的叔叔阿姨熱情的歡迎她，並答應想辦法把她的弟弟妹妹一起接過來。